# 川嶋真
川嶋 真（かわしま まこと、1961年〈昭和36年〉10月3日 - ）は、日本の財務官僚。

## 来歴
1961年（昭和36年）10月3日、滋賀県甲賀郡水口町（現在の甲賀市）で出生。
滋賀県立膳所高等学校を経て東京大学法学部を卒業したのち、1985年（昭和60年）4月、大蔵省に入省。大臣官房文書課に配属。1990年（平成2年）7月10日、高山税務署長。
国税庁長官官房企画課長、国税庁長官官房人事課長、仙台国税局長、国税庁課税部長、財務省大臣官房参事官兼大臣官房審議官（大臣官房担当）などを歴任。
2018年（平成30年）4月1日、独立行政法人造幣局理事長に就任。
2021年（令和3年）4月1日、財務省を退職。

## 年表
- 1985年（昭和60年）4月 - 大蔵省入省[1]。
- 1989年（平成元年）7月 - 主税局総務課秘書係長[5]。
- 1990年（平成2年）7月 - 高山税務署長[5]。
- 1991年（平成3年）7月 - 名古屋国税局総務部総務課長[6]。
- 1993年（平成5年）7月 - 主計局法規課長補佐（第七）[6]。
- 1994年（平成6年）7月 - 主計局主計官補佐（経済協力第二係主査）[6]。
- 1996年（平成8年）7月 - 主計局主計官補佐（司法・警察係主査）[6]。
- 1997年（平成9年）7月 - 銀行局調査課長補佐[6]。
- 1998年（平成10年）7月 - 金融監督庁監督部保険監督課長補佐（総括、総務）[6]。
- 1999年（平成11年）7月 - 金融監督庁監督部銀行監督第一課長補佐（総括、総務）[6]。
- 2000年（平成12年）7月 - 金融庁監督部総務課長補佐（総括）[6]。
- 2001年（平成13年）
  - 1月 - 金融庁監督局総務課長補佐（総括）[6]。
  - 7月 - 財務省大臣官房付[6]。
- 2003年（平成15年）3月 - 金融庁総務企画局政策課研究開発室長兼企画課信託法令準備室長[6]。
- 2004年（平成16年）7月 - 大臣官房企画官兼主計局司計課[6]。
- 2005年（平成17年）7月 - 主計局主計企画官（財政分析担当）[6]。
- 2007年（平成19年）7月 - 主税局総務課主税企画官兼主税局調査課兼主税局税制第一課[6]。
- 2008年（平成20年）7月 - 主計局主計官（内閣、司法・警察、財務係担当）[6]。
- 2009年（平成21年）7月 - 東京国税局総務部長[6]。
- 2010年（平成22年）7月 - 国税庁課税部課税総括課長[6]。
- 2011年（平成23年）7月 - 国税庁長官官房企画課長[1]。
- 2012年（平成24年）8月 - 国税庁長官官房人事課長[1]。
- 2014年（平成26年）7月 - 仙台国税局長[1]。
- 2015年（平成27年）7月 - 国税庁課税部長[1]。
- 2017年（平成29年）7月 - 財務省大臣官房参事官兼大臣官房審議官（大臣官房担当）[1]。
- 2018年（平成30年）4月 - 独立行政法人造幣局理事長[1]。
- 2021年（令和3年）4月 - 財務省を退職[3]。